# Ty37
Ty37 – seria ciężkich parowozów towarowych PKP, polskiej konstrukcji. Skonstruowana w związku z rosnącą w drugiej połowie lat 30. XX wieku masą składów towarowych. Był odpowiedzią na niewystarczające parametry robocze parowozu Ty23, miał też wyższą od niego sprawność z uwagi na wyższe ciśnienie pary w kotle. Do wybuchu II wojny światowej, w latach 1937–1938, zbudowano w zakładach H. Cegielski w Poznaniu tylko 27 parowozów. 15 z nich zostało po wybuchu wojny przejęte przez koleje niemieckie jako seria 5829, ponadto po zajęciu fabryki przez Niemców, zmontowano w 1940 z przygotowanych części 10 kolejnych maszyn tej serii. Po wojnie na stan PKP wróciło 17 parowozów, które pracowały do połowy lat 70. XX wieku. Ostatnią lokomotywą wycofaną z ruchu w 1978 był Ty37-17, który jako jedyny zachował się do dziś – znajduje się on w skansenie w Chabówce.
Na bazie dokumentacji parowozu Ty37 skonstruowano po wojnie parowóz Ty45.